# エシカルスイーツ

## 用語
エシカルスイーツ（Ethical Sweets）とは、菓子の生産から消費に至るまでの全過程において、環境、社会、経済に配慮した倫理的な視点を取り入れた概念、またはそのような基準で製造された菓子の総称である。具体的には、原材料の調達、製造過程、流通、販売、そして廃棄に至るまでの一連の流れの中で、人権の尊重（特に児童労働の排除）、フェアトレードの推進、環境負荷の低減、地域社会への貢献、アニマルウェルフェアへの配慮といった倫理的・社会的な側面が重視される。これは、より広範な概念であるエシカル消費やサステナブルフード、持続可能な開発目標（SDGs）の達成に貢献する一環として位置づけられる。従来の菓子の価値基準である美味しさや品質に加え、その背景にある「倫理的なストーリー」や「社会的な価値」が重要視される点が特徴である。

## 概要
エシカルスイーツは、単に「環境に優しい」や「健康的」といった側面だけでなく、倫理的（Ethical）な観点から菓子を見つめ直す動きの中で生まれた概念である。菓子産業は、カカオ、砂糖、コーヒー、ナッツといった原材料を世界中から調達しており、その生産地では児童労働、低賃金、森林破壊、水質汚染などの社会・環境問題が指摘されてきた。エシカルスイーツは、こうした既存のサプライチェーンが抱える問題に対し、意識的な選択と行動を通じて解決策を提示しようとするものである。
消費者にとっては、自身の購買行動が社会や環境に与える影響を考慮し、より良い未来に貢献する選択肢として捉えられる。一方、生産者や企業にとっては、CSR（企業の社会的責任）やESG（環境・社会・ガバナンス）経営の観点から、サプライチェーン全体の透明性と持続可能性を高める取り組みとして位置づけられる。国際的な認証制度（例：フェアトレード認証、有機認証）の導入や、地域に根差した小規模生産者との直接取引など、多様なアプローチを通じて実現が図られている。

## 背景と概念
エシカルスイーツの概念は、21世紀に入り地球規模で高まる環境意識や社会課題への関心、そして消費者の価値観の変化を背景に発展してきた。

### エシカル消費との関連
エシカルスイーツは、エシカル消費（倫理的消費）の具体的な実践形態の一つである。エシカル消費とは、購入する商品やサービスが、人権、環境、社会、地域などに配慮して作られているかを考慮し、そうした配慮をしている事業者から購入する消費行動を指す。衣料品、食品、日用品など多岐にわたるエシカル消費の分野において、嗜好品である菓子もまた、その対象として重要視されるようになった。消費者は、単に価格や品質だけでなく、その商品の背後にある製造過程や原材料の倫理性を重視することで、社会課題の解決に間接的に貢献しようとする。

### サステナビリティの視点
持続可能性（Sustainability）は、エシカルスイーツの根幹をなす概念である。地球の資源や環境を次世代にわたって維持し、社会の公正さと経済の安定を両立させることを目指す。具体的には以下の三側面からアプローチされる。
- 環境的持続可能性: 原材料生産における農薬使用の削減、生物多様性の保全、水の効率的利用、製造過程での温室効果ガス排出量の削減、食品廃棄物の最小化、環境配慮型パッケージングの採用など。
- 社会的持続可能性: 生産者の公正な賃金と労働条件の確保、児童労働や強制労働の排除、ジェンダー平等の推進、地域社会の文化や生活習慣の尊重、先住民族の権利保護など。
- 経済的持続可能性: 生産者が適正な利益を得られるようなサプライチェーンの構築、地域経済の活性化、小規模生産者のエンパワーメント、長期的な視点での事業継続性の確保など。

## エシカルスイーツの主な要素
エシカルスイーツは多岐にわたる要素から構成されるが、主に以下の点が重視される。

### 原材料の調達
エシカルスイーツの最も重要な側面の一つは、原材料の選定と調達方法にある。
- フェアトレード認証: カカオ、砂糖、コーヒー豆、ナッツ、バニラなど、開発途上国で生産されることの多い原材料において、生産者に対して公正な価格を支払い、安定した生活を保障し、児童労働を排除することを目的とする国際的な認証制度（例: フェアトレード認証マーク）。これにより、貧困の解消や自立支援に貢献する。
- 有機栽培・自然栽培: 農薬や化学肥料を使用せず、自然の生態系を尊重した栽培方法で育てられた原材料の使用。これにより、土壌や水源の汚染を防ぎ、生物多様性を保護する。有機JAS認証などの国内・国際認証が指標となる。
- 地産地消・旬の素材: 生産地に近い場所で生産された原材料を優先的に使用する「地産地消」の取り組み。輸送にかかるエネルギー消費（カーボンフットプリント）を削減し、地域の農業や経済を活性化させる。また、旬の素材を使用することで、食品本来の風味を活かし、不必要な加工を減らす。
- アニマルウェルフェア（動物福祉）: 卵や乳製品を使用する場合、動物がストレスなく健康的に過ごせる環境で飼育されたものを選ぶ。過密飼育や不必要な投薬を避け、動物本来の行動がとれるような飼育方法（例: 平飼い、放牧）を採用する。

### 製造・加工
製造過程においても、環境負荷の低減と倫理的な配慮が求められる。
- 環境負荷の低減:
  - エネルギー効率: 製造工場における再生可能エネルギーの導入（太陽光発電など）、省エネルギー設備の活用。
  - 水資源の管理: 製造工程で使用する水の削減、排水処理の徹底。
  - 廃棄物削減: 製造過程で発生する食品ロスの最小化、リサイクル可能な資材の使用、堆肥化などの取り組み。
- 添加物の排除・削減: 人工的な着色料、保存料、香料などの添加物を極力使用せず、素材本来の味や香りを活かしたシンプルで自然な製法を重視する。アレルギー物質への配慮も含まれる場合がある。

### 労働環境・社会貢献
サプライチェーン全体における労働者の権利と福祉が保障されていることが重要である。
- サプライチェーンにおける人権配慮: 原材料の生産から製造、流通に至るまでの全ての段階で、強制労働や児童労働が行われていないことを確認し、排除する。労働者に対する適正な賃金の支払い、安全な労働環境の提供、結社の自由の尊重など、国際労働基準に準拠する。
- 地域経済への貢献: 生産地の雇用創出、地域の文化や伝統産業の維持・発展への支援、地域コミュニティへの還元（教育支援、インフラ整備など）を通じて、持続可能な社会づくりに貢献する。

### パッケージング
製品の容器や包装材もエシカルな視点から選定される。
- 環境配慮型素材の使用: プラスチックの使用量を削減し、リサイクル可能な紙や植物由来の素材（バイオプラスチック）、生分解性素材、再利用可能な容器などを積極的に採用する。
- プラスチック削減: 過剰な包装を避け、簡易包装を推奨する。量り売りやマイ容器持参を奨励する取り組みも含まれる。
- 責任ある森林管理: 紙製パッケージの場合、森林破壊に加担しないよう、FSC認証（森林管理協議会）などの認証を受けた紙を使用する。

## 具体的な取り組み事例
エシカルスイーツの実現に向けた取り組みは、大手菓子メーカーから小規模な専門店まで多岐にわたる。

### エシカルスイーツのパイオニア
- cheesecake lab seed（株式会社seed）
  - 取り組み: 大阪府にて事業を営むチーズケーキ専門店「cheesecake lab seed」は、「美味しい笑顔、一人一人の幸せを創造します」を経営理念とし、「エシカルスイーツを通して人を地球に優しい未来を作る」をビジョンに掲げている。同社は、国産の農薬不使用、化学肥料不使用の玄米粉や米粉を使用してチーズケーキを製造している。また通常では販売や卸が困難な規格外のエシカルフルーツをアップサイクルしたり、化学添加物を一切使用しない、ミネラルが豊富に含まれた粗糖を使用するなど、原材料の調達および製造において健康と環境に配慮している。これらの活動は、エシカル消費を身近で美味しい体験として提供することを目的としている。[2]

### 原材料の倫理的調達と認証の活用
- ネスレ（Nestlé）
  - 取り組み: 世界最大級の食品企業であるネスレは、「ネスレ カカオプラン」を通じてカカオ豆の持続可能な調達を推進している。これには、カカオ生産農家への研修（より良い農業技術、収入源の多様化）、児童労働リスクの削減、女性のエンパワーメント、コミュニティの発展支援などが含まれる。2025年までに、調達するカカオの100%をこのプログラムを通じて調達することを目指している。また、過去には「キットカット」の原料調達をフェアトレード認証からレインフォレスト・アライアンス認証に切り替えるなど、より広範な環境・社会基準への移行を進めている。[3]
- リンツ&シュプルングリー（Lindt & Sprüngli）
  - 取り組み: スイスの高級チョコレートメーカーであるリンツは、独自の「リンツ＆シュプルングリー ファーミング・プログラム」を2008年から展開している。このプログラムにより、カカオ豆だけでなく、カカオバター、カカオパウダーといったカカオ製品全般について、責任ある調達を行っている。生産国での教育支援（学校の新設・改修）、安全な水へのアクセス支援、農家への技術指導を通じて、カカオ生産者の生活水準向上と持続可能な生産を支援し、2025年までにカカオ供給における森林破壊ゼロを目指している。[4]
- スターバックス（Starbucks）
  - 取り組み: コーヒーが主軸だが、コーヒー豆を原材料とするチョコレートや焼き菓子も提供しており、その調達哲学はエシカルスイーツの参考になる。スターバックスは、環境NGOのコンサベーション・インターナショナルと共同で開発した「C.A.F.E. プラクティス」という包括的な倫理的調達ガイドラインを導入している。これにより、コーヒー豆の99%が倫理的に調達されており、高品質、適正な対価、労働者の権利保護、環境保全といった基準を満たしている。[5]

### 環境負荷低減への取り組み
- コエ ドーナツ 京都（koé donuts kyoto）
  - 取り組み: 「オーガニック」「天然由来」「地産地消」をテーマに、環境にも身体にも優しいドーナツを提供している。食品添加物を使用せず、内装には世界的建築家・隈研吾氏が手掛けた京都嵐山の竹を使用するなど、環境への配慮を店舗全体で表現している。[6]
- 不二家（Fujiya）
  - 取り組み: 「ミルキー」などの人気商品を展開する不二家は、サステナビリティレポートにおいて、環境負荷の低減への具体的な目標を掲げている。「108gミルキー袋」の外装を紙パッケージに移行するなど、脱プラスチックの取り組みを進めている。また、製造工程で発生する食品廃棄物を飼料や肥料、燃料としてリサイクルし、2030年度までに食品リサイクル率95%達成を目標に掲げている。[7]

### 社会貢献と地域活性化
- バターのいとこ（那須のしあわせ銘菓）
  - 取り組み: 栃木県那須地域で製造されるこの菓子は、チーズの製造過程で大量に生まれる「無脂肪乳」の活用を目的として開発された。無脂肪乳は従来、多くが廃棄されていたが、これをミルクジャムの形で再利用することで食品ロスを削減し、持続可能な酪農を支援している。地元那須の牧場の牛乳を使用しており、地産地消と地域経済への貢献も果たしている。[8]
- 10"TEN"（愛媛県みかんスイーツ）
  - 取り組み: 愛媛県のみかん産業が抱える農家の高齢化や後継者不足という課題に対し、みかんを使ったジュースやゼリー、みかんバターなどのスイーツを開発・販売している。みかんの加工品を通じて、地域特産品の価値を高め、次世代へみかん産業をつなぐ地方創生のモデルケースとなっている。[9]
- カカオ・トレース（Cacao-Trace）
  - 取り組み: チョコレート原料メーカーであるバリーカレボー社（Barry Callebaut）が提唱する「カカオ・トレース」は、単なる認証制度に留まらず、カカオ豆の品質向上と生産者への還元を重視している。農園近くに発酵センターを設け、専門家が発酵プロセスを管理することで、高品質なカカオ豆を生産。その結果得られる「チョコレートボーナス」を、生産者コミュニティに直接還元し、生活水準の向上やインフラ整備に役立てている。このプログラムのカカオを使用している日本のパティスリーやショコラトリーもある。[10]

## 課題と展望
エシカルスイーツの普及には、いくつかの課題が存在する。
- コスト: 倫理的な調達や持続可能な製造方法は、従来の大量生産方式と比較してコストが高くなる傾向がある。これにより、製品価格が上昇し、消費者の購買意欲に影響を与える可能性がある。
- 消費者の認知度と理解: 「エシカルスイーツ」という概念や、それがもたらす具体的な社会・環境的価値について、消費者の認知度や理解度がまだ十分でない場合がある。
- サプライチェーンの透明性: 特に国際的な原材料のサプライチェーンにおいては、生産地から最終製品に至るまでの全過程を追跡し、倫理的な基準が守られていることを完全に保証するのが難しい場合がある。
- 認証制度の乱立と複雑さ: 多くの認証制度が存在するため、消費者がどの認証を信頼し、何を意味するのかを理解するのが困難な場合がある。

一方で、エシカルスイーツの市場は今後も拡大していくと予測される。SDGsへの関心の高まり、環境問題や社会課題への意識の向上、ミレニアル世代やZ世代を中心とした倫理的消費への高い関心などが、その背景にある。企業は、技術革新やサプライチェーンの最適化を通じてコストを削減しつつ、消費者にエシカルな価値を分かりやすく伝える努力が求められる。また、政府や国際機関の政策的な支援も、エシカルスイーツのさらなる普及を後押しする要因となるだろう。